# Cycloundécane
Le cycloundécane est un cycloalcane de formule brute C11H22.